# Аятская культура
Ая́тская культу́ра — энеолитическая культура Среднего Урала второй половины III — начала II тыс. до н. э. 
Была выделена в 1970-х годах по материалам Аятских поселений (Свердловская область), исследованных Е. М. Берс. Охватывает территорию бассейнов верхнего и среднего течений Исети и Миасса. Небольшие неукреплённые поселения из нескольких хозяйственных и жилых построек, расположены на повышенных участках. Жилища строились с использованием естественных гранитных валунов и монолитов в качестве стен, ниш, а также для обкладки очагов. Имеются следы срубных построек.
Основное занятие населения — охота и рыболовство. Найдены орудия, выполненные на плитках углисто-чёрного сланца, разнообразные каменные наконечники стрел. Для керамики характерны круглодонные сосуды с прямым или немного отогнутым наружу венчиком, орнаментированные исключительно гребенчатым штампом. Единичные вещи из меди зауральских месторождений. 
Культовые предметы: каменные идолы и каменные «утюжки» 
Повлияла на формирование Черкаскульской культуры Бронзового века. Носители культуры могли быть пра-финно-уграми